# Hans Schönfeld (Ingenieur)
Wilhelm Hans Schönfeld (* 21. Juni 1903 in Oschersleben; † 8. Dezember 1978 in Hannover) war ein deutscher Elektroingenieur und als Professor von 1954 bis 1956 Rektor der Technischen Hochschule Hannover.

## Leben
Schönfeld studierte von 1922 bis 1927 Elektrotechnik an der TH Berlin. Anschließend arbeitete er bei der Post und im Telegraphenbauamt in Oppeln und Stendal. 1934 wurde er Reichspostrat und 1939 Oberpostrat. Ab 1939 war er Professor für Fernmeldetechnik an der TH Danzig. Nach seiner Habilitation 1941 an der TH Berlin ging er von 1943 bis 1944 als Professor an die Technische Universität Istanbul, danach nahm er seine Tätigkeit an der TH Danzig wieder auf. 
Am 1. Mai 1936 trat Schönfeld der NSDAP bei (Mitgliedsnummer 3.721.620), von 1933 bis 1934 gehörte er der SA an, von 1934 bis 1945 der SS.
Nach dem Krieg wurde er wieder in den Postdienst aufgenommen. 1949 erhielt er einen Ruf an die TH Hannover, 1954 bis 1956 wurde er ihr Rektor. 1971 wurde er emeritiert.

## Auszeichnungen
- 1962: Ordentliches Mitglied der Braunschweigischen Wissenschaftlichen Gesellschaft
- 1974: Ehrenmitgliedschaft im VDE[1]

## Schriften
- Bericht des Rektors Professor Dipl.-Ing. W. H. Schönfeld über sein zweites Amtsjahr vom 1. Juli 1955 bis 30. Juni 1956. In: Jahrbuch der Technischen Hochschule Hannover 1955–1958.
- mit Paul Jacottet: Die IEC-Tagung 1964 in Aix-Les-Bains. In: ETZ: Elektrotechnische Zeitschrift. Ausgabe B, Band 16. VDE, 1964, S. 713.
- Einführung in die Fernsprech-Nebenstellentechnik (Kleine Fachbuchreihe für den Post- und Fernmeldedienst, Band 39). Herzog, Goslar 1965.
- Einfluss automatisierter Fertigung auf die Konstruktion von Nachrichtengeräten: Vorgetragen auf dem Deutschen Ingenieurtag 1966 in Berlin. VDI, Düsseldorf 1966.
- Hochfrequenztechnik: Vom Schwingkreis zum Farbfernsehen. Rowohlt, Reinbek bei Hamburg 1970, ISBN 3-499-60008-0.